# 20. мај
20. мај (20.5.) је 140. дан године по грегоријанском календару (141. у преступној години). До краја године има још 225 дана.

## Догађаји
- 325 — У данашњем Изнику почео је са радом Никејски сабор, први васељенски сабор у историји хришћанства.
- 1347 — Римски народни трибун Кола ди Риенцо прогласио Римску републику протеравши властелу из града. Већ наредне године Риенцо је био присиљен да напусти Рим. Његов лик инспирисао је Рихарда Вагнера за оперу „Риенцо“.
- 1349 — На државном сабору у Скопљу донет је Душанов законик, којим су утврђена општа начела уређења српске државе.
- 1498 — Португалски морепловац Васко да Гама стигао у луку Каликат, на југозападу Индије, откривши нови морски пут око Рта добре наде.
- 1867 — Британска краљица Викторија положила је у Лондону камен темељац за Ројал Алберт хол.
- 1873 — Леви Штраус и његови партнери патентирали су фармерке.
- 1875 — Представници седамнаест држава су потписали конвенцију о метру којом је основана институција за координирање међународне метрологије и развој метарског система.
- 1882 — У Бечу потписан уговор о Тројном савезу Немачке, Аустроугарске и Италије.
- 1902 — Америчке трупе напустиле су Кубу након што је у тој земљи успостављена републиканска власт. Први председник републике био је Томас Естрада Палма.
- 1922 — Најмање 90 људи је погинуло када је британски брод „Египат“ потонуо након судара у густој магли с француским бродом „Сена“. Брод је носио и злато и сребро у вредности од милион фунти.
- 1925 — Завршен шаховски турнир у Баден-Бадену, Немачка победом Александра Аљехина.
- 1927 — Потписивањем мировног споразума у Џеди с краљем Ибн Саудом, Уједињено Краљевство је признало Саудов суверенитет над Хиџасом и Неџдом, који су се касније ујединили у Саудијску Арабију.
- 1941 —
  - Италија је у Другом светском рату анектирала Боку которску са делом дубровачког котара и назвала је Покрајина Катаро.
  - Немачки падобранци извршили су инвазију на Крит.
- 1956 — Американци извршили прву експлозију хидрогенске бомбе бачене из авиона изнад пацифичког острва Бикини.
- 1980 — У Квебеку, на референдуму о независности од Канаде, 60% бирача гласало је против отцепљења.
- 1985 — Филм „Отац на службеном путу“ југословенског режисера Емира Кустурице освојио је „Златну палму“ на 38. међународном фестивалу у Кану.
- 1989 —Скупштина Србије донела одлуку о расписивању зајма за привредни препород Србије. Зајам никада није враћен зајмодавцима, а српска привреда је у наредној деценији доживела колапс.
- 1995 — Заирска влада је успоставила карантин у региону погођеном смртоносним ебола вирусом.
- 1997 — Турска војска саопштила да је убила 1.300 Курда у једнонедељној офанзиви унутар северног Ирака.
- 1999 — Ваздушни напади НАТО-а су у Београду за последицу имали разрушену болницу, погинула три пацијента и неколико оштећених амбасадорских резиденција.
- 2000 —
  - На донаторској конференцији за Босну и Херцеговину одржаној у седишту ЕУ у Бриселу прикупљено 850 милиона долара. За обнову те бивше југословенске републике након трогодишњег рата (1992—95), укупно је прикупљено 5,1 милијарда долара.
  - Тајван инаугурисао председника Чен Схуи-биана, што је по први пут у кинеској историји да демократски изабран опозициони лидер полаже заклетву као лидер државе.
- 2002 — Источни Тимор званично прогласио независност, након више од четири и по века стране доминације и 32 месеца власти администрације УН.
- 2003 — Бивши пилот Југословенске народне армије Емир Шишић осуђен у Риму на доживотну робију, због погибије петорице дипломата, од којих су четворица били италијански држављани. Шишић је у јануару 1992. на подручју Хрватске оборио хеликоптер Европске заједнице, који је непријављен летео у зони ратних дејстава. Апелациони суд преиначио је ту казну на 15 година затвора, што је касније потврдио и Касациони суд у Риму.
- 2018 — Светски дан пчела, успостављен од стране Организације уједињених нација 2017. године, а обележава се од 2018. године.[1]

## Рођења
- 1734 — Антон Јанша, словеначки сликар и дворски пчелар Марије Терезије. (прем. 1773)[2]
- 1799 — Оноре де Балзак, француски књижевник и драматург. (прем. 1850)[3]
- 1806 — Џон Стјуарт Мил, енглески филозоф и политички економиста. (прем. 1873)[4]
- 1811 — Алфред Домет, енглески песник, новозеландски политичар. (прем. 1887)[5]
- 1817 — Шарл Дадан, француско-амерички пчелар. (прем. 1902)
- 1818 — Вилијам Фарго, пионир америчких шпедитера. (прем. 1881)[6]
- 1860 — Едуард Бухнер, немачки хемичар, добитник Нобелове награде за хемију (1907). (прем. 1917)[7]
- 1880 — Александар Лифка, један од пионира кинематографије у Средњој Европи. (прем. 1952)
- 1883 — Фејсал I од Ирака, први ирачки краљ. (прем. 1933)[8]
- 1889 — Андра Франичевић, српски дечји песник. (прем. 1967)[9]
- 1901 — Макс Еве, холандски шахиста, математичар и писац. (прем. 1981)[10]
- 1908 — Џејмс Стјуарт, амерички глумац. (прем. 1997)[11]
- 1915 — Моше Дајан, израелски војни вођа и политичар. (прем. 1981)[12]
- 1921 — Олга Ивановић, српска глумица. (прем. 2001)[13]
- 1942 — Дејвид Провал, амерички глумац.[14]
- 1944 — Џо Кокер, енглески музичар. (прем. 2014)[15]
- 1946 — Шер, америчка музичарка и глумица.[16]
- 1960 — Тони Голдвин, амерички глумац, певач, продуцент и редитељ.[17]
- 1967 — Гоша Куценко, руски глумац, продуцент и редитељ.[18]
- 1968 — Милица Милша, српска глумица.[19]
- 1968 — Тимоти Олифант, амерички глумац и продуцент.[20]
- 1976 — Луис Булок, амерички кошаркаш.[21]
- 1977 — Лео Франко, аргентински фудбалер.[22]
- 1981 — Икер Касиљас, шпански фудбалски голман.[23]
- 1982 — Петр Чех, чешки фудбалер.[24]
- 1985 — Крис Фрум, британски бициклиста.[25]
- 1986 — Рок Стипчевић, хрватски кошаркаш.[26]
- 1992 — Катарина Грујић, српска певачица.[27]
- 1992 — Енес Кантер, турски кошаркаш.[28]
- 1992 — Дамир Џумхур, босанскохерцеговачки тенисер.[29]
- 1994 — Наташа Ковачевић, српска кошаркашица.[30]

## Смрти
- 1506 — Кристифор Колумбо, италијански морепловац.[31]
- 1834 — Мари Жозеф де Лафајет, француски генерал и државник.[32]
- 1920 — Венустијано Каранса, мексички председник[33]
- 1958 — Ђуро Салај, један од оснивача КПЈ и први председник Јединствених синдиката Југославије.
- 2013 — Реј Манзарек, амерички музичар и редитељ.[34]

## Празници и дани сећања
- Српска православна црква слави:
  - Спомен појаве Часног Крста у Јерусалиму
  - Светог мученика Акакија
  - Преподобне оце грузијске